# 高泰雲
高泰雲（？年—？年），字伯濟，陝西省漢中府寧羌州略陽縣明水人，貢生、文林郎，據其家鄉清代道光年間時所撰修的《重修略陽縣志》記載其明代任四川鄰水縣知縣。因明代所撰修的《鄰水縣誌》今已無存，該名知縣未見清代《鄰水縣誌》記載，待考。